# Stadtmauer Woldegk

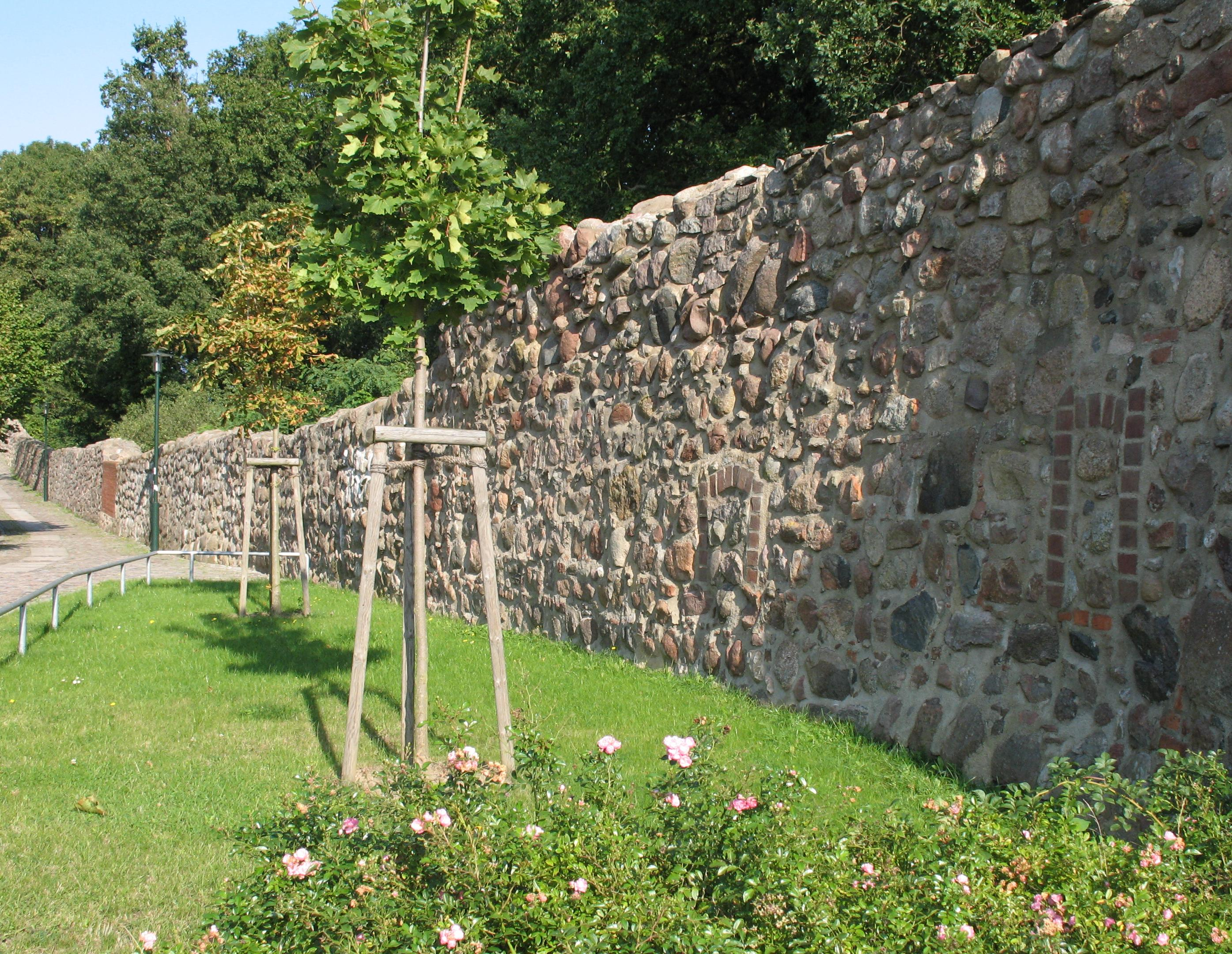
Stadtmauer am Totengang, Blick von der Neutorstraße

Die Stadtmauer Woldegk mit der Wallanlage in Woldegk (Landkreis Mecklenburgische Seenplatte, Mecklenburg-Vorpommern) wurde im 14. Jahrhundert gebaut und ist auf einer Länge von ca. 700 Meter erhalten.
Die Stadtmauer steht unter Denkmalschutz.

## Geschichte

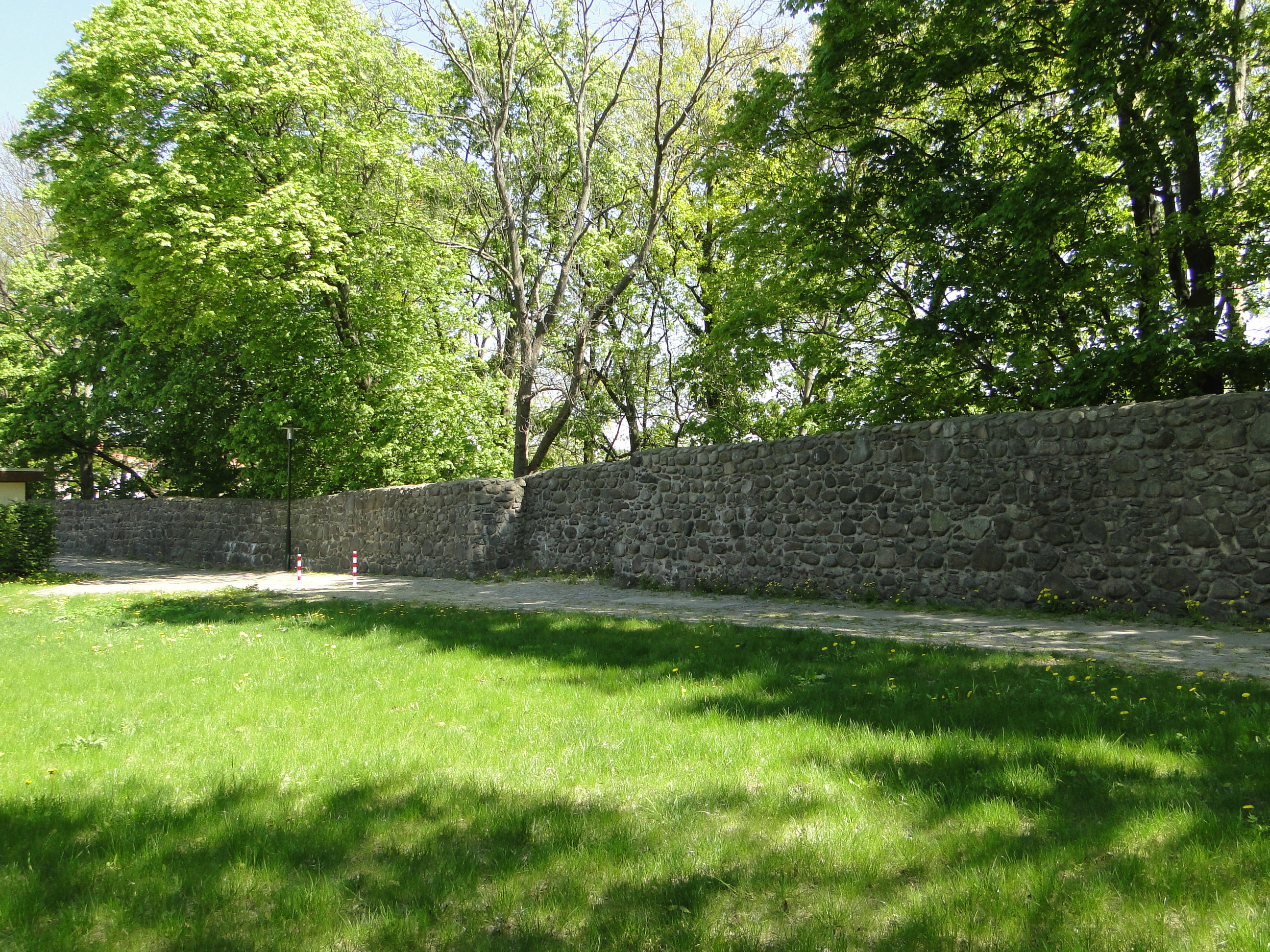

Woldegk, die Stadt der Windmühlen mit 4315 Einwohnern (2019), wurde zwischen 1236 und 1250 angelegt und war eine wichtige Grenzstadt der Herrschaft Stargard.
Die Gefahr vor den Einfällen der Mongolen und der Tataren veranlasste die Stadt im 13. Jahrhundert zum Schutz Wälle und Holzpalisaden zu bauen. Auf der Nordseite gestattete 1298 Herzog Heinrich II. eine Erweiterung des Stadtgebietes.
Dann wurde im 13./14. Jahrhundert Stück für Stück um die ovale Stadt die Stadtmauer aus Feldsteinen  errichtet. Vermutet wird, dass die älteste Mauer um 1260/70 am Burgtor entstand, der südliche Mauerring um 1290/1310, der nördliche Mauerabschnitt und die Schließung des Ringes um 1305/1315. Die Befestigung bestand aus der bis zu sieben Meter hohen, dreischaligen Feldsteinmauer, die oben nur durch Mörtel abgedichtet wurde, einem Wallgrabensystem, den Wiekhäusern und Türmen sowie den Toranlagen. Die 1442 m lange Mauer ist auf einer Länge von ca. 700 Meter erhalten in den Bereichen Burgtorstraße, Ernst-Thälmann-Straße, Klosterstraße, Neutorstraße, Rudolf-Breitscheid-Straße und Wollweberstraße. 1317 wurde auch die Burg Woldegk genannt und 1440 zerstört durch brandenburgische und pommersche Truppen.

### Stadttore
Erschlossen wurde die Stadt durch die drei Doppeltore jeweils mit Vortor, Zingelturm, Haupttor mit Fallgatter und Spießtor, Gefangenenturm (nicht beim Neuen Tor) und Zwingermauer:
- Branderburg-Thor im Norden, das nach Neubrandenburg führt
- Borg-Thor (Burgtor) im Osten
- Niel-Thor (Neue Tor) im Süden

Außerdem gab es ein Nebentor (Altes Burgtor). Die Tore bestehen nicht mehr. 1865 wurden das Neue Tor und das Burgtor abgerissen. Die Ruine des westlichen alten Burgtores bestand bis in die 1920er Jahre.

### Wiekhäuser
Eine Vielzahl von Wiekhäusern als Typ 1 bis 3 standen nach einer Karte von 1580 an den 28 Vorsprüngen der Mauer.
- Typ 1 (4 ×): Offenes Untergeschoss, Treppe, Mittelgeschoss mit 2 bis 3 Fenstern, Obergeschoss als halbrunde Nische sowie Dach, deshalb verdeckte Höft-Wiekhäuser
- Typ 2 (12 ×): Dachlose offene Türmchen mit fünf Öffnungen im Obergeschoss als Vollwiekhäuser
- Typ 3 (12 ×): Dazwischen schwach angedeutete Wiekhäuser die weniger stark aus der Stadtmauer herausragten.

### Weitere Entwicklung
Die Befestigungsanlagen wurden mehrfach beschädigt: 1443 durch marodierende Söldner, im Dreißigjährigen Krieg (1618–1648), vermutlich auch im Großen Nordischen Krieg (um 1715/18), beim Stadtbrand 1719 und im Siebenjährigen Krieg (1756–1763). Nach 1443 war die Befestigung nur noch eine Zollgrenze. Die verfallene Mauer wurde in den Nischenlagen um 1830/50 wieder aufgebaut. Über weite Strecken führt ein öffentlicher Rundweg als Mauergang um die Stadt. Die einstige Wallanlage ist durch nutzungsbedingte Überformungen nur noch schwer nachvollziehbar.
Im Rahmen der Städtebauförderung wurde die vorhandene Stadtmauer gesichert (1995–1999) und dann nach einem Zielplan von 1997 vollständig saniert sowie ergänzt (1. BA: Seniorenheim bis Ernst-Thälmann-Straße; 2. BA: Burgtorstraße bis Neutorstraße; 3. BA: ab 2001: ab Neutorstraße).
Das VVN-Denkmal Den Kämpfern für Frieden und Freiheit besteht aus Ziegel- und Feldsteinen, als kurzer Mauerabschnitt an der Neutorstraße.
Durch ein Gutachten wurde ab 2019 geklärt, wo und wie die ehemalige Wallanlage mit ihren Gräben als Grünanlage in Teilen (Ostseite) die Befestigungsanlage besser verdeutlichen kann.

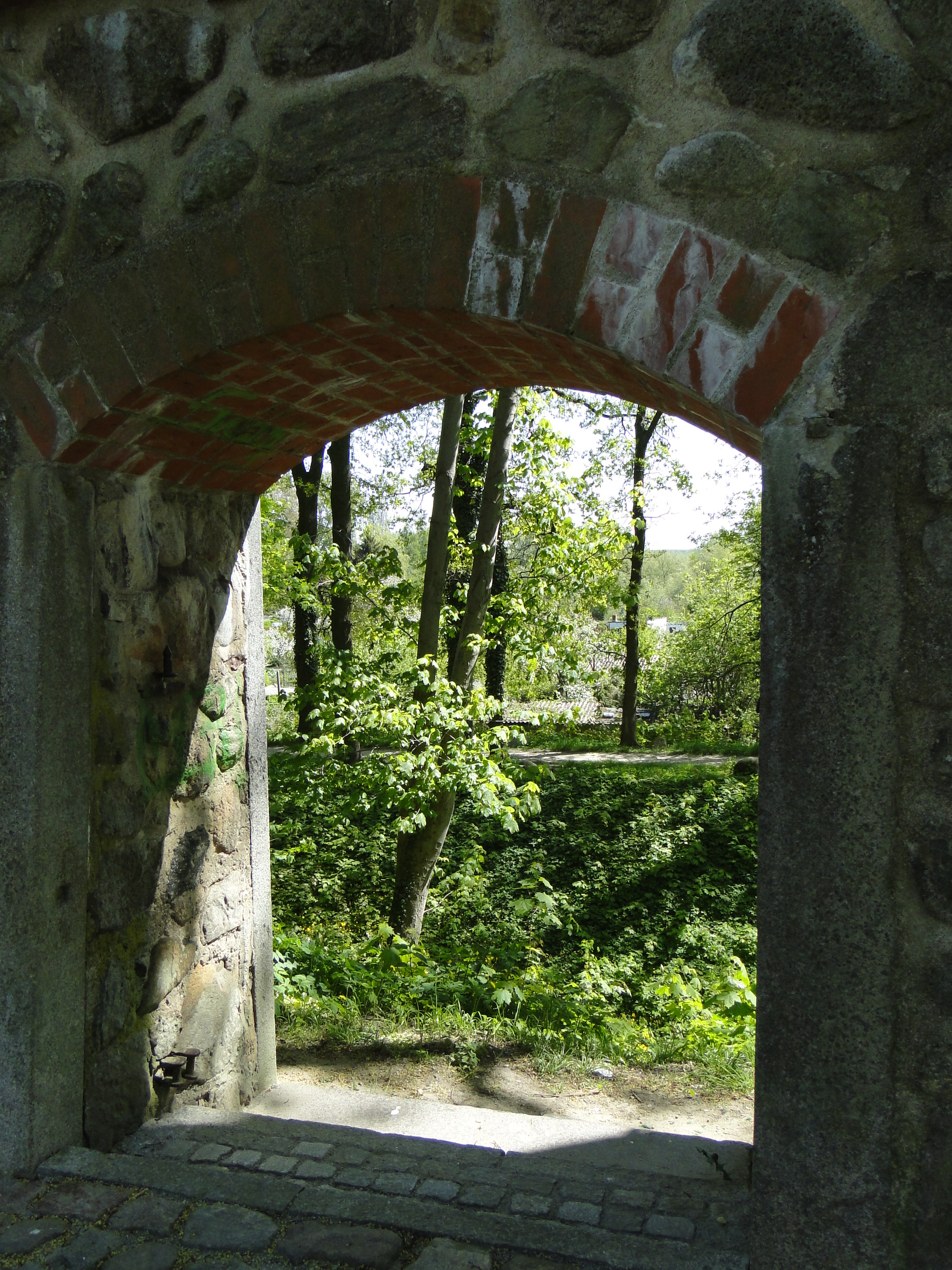
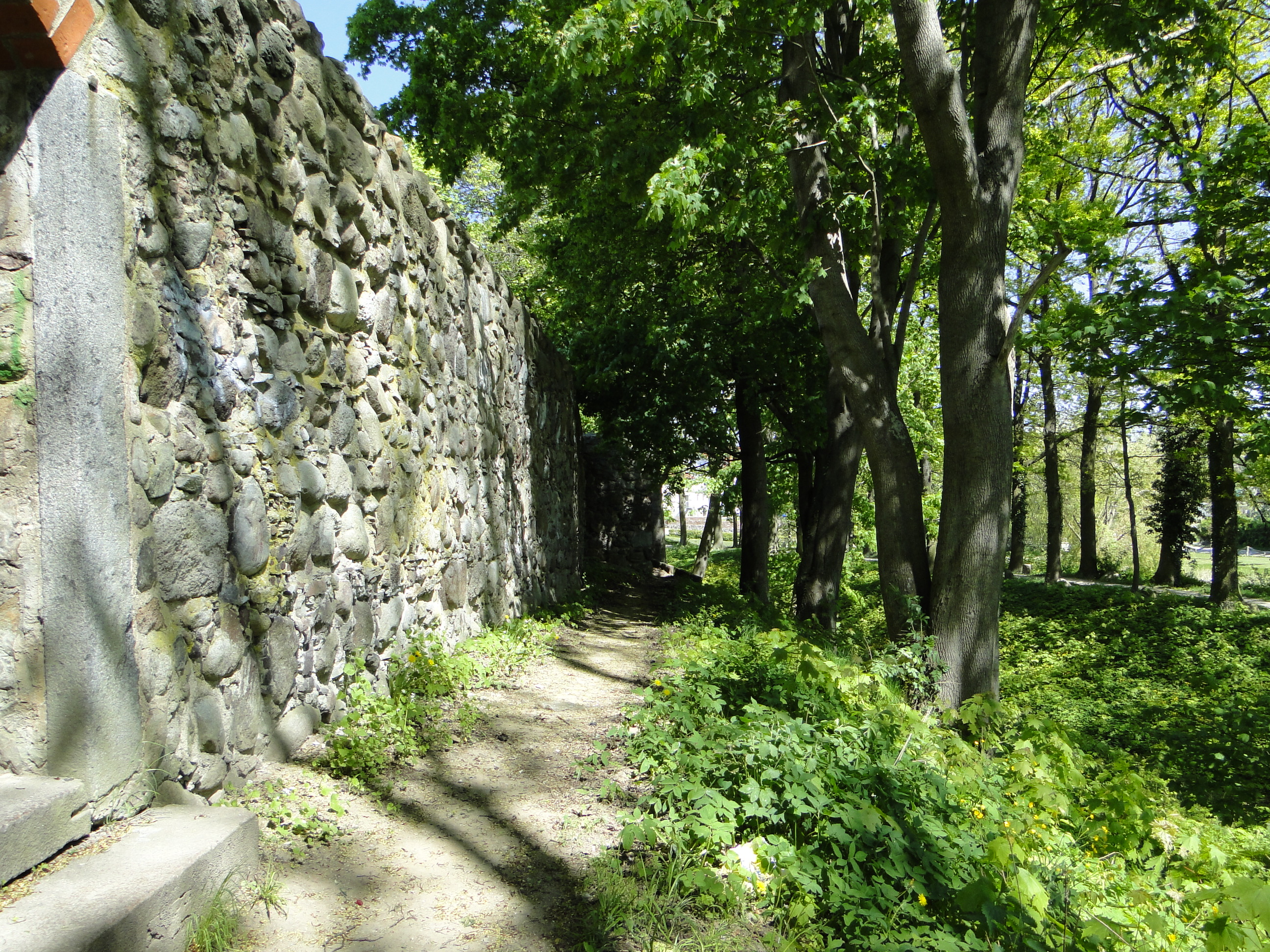